# Skua Gull Peak
Der Skua Gull Peak (englisch für Raubmöwengipfel) ist ein rund 140 m hoher Berg mit einem kleinen See nahe dem Gipfel im westantarktischen Marie-Byrd-Land. In den Denfeld Mountains der Ford Ranges ragt er 3 km nordöstlich des Saunders Mountain und 800 m südlich des Mount Stancliff auf.
Mitglieder einer Schlittenmannschaft entdeckten ihn im November 1934 im Zuge der zweiten Antarktisexpedition (1933–1935) des US-amerikanischen Polarforschers Richard Evelyn Byrd. Sie benannten ihn nach der hier angetroffenen Kolonie des Antarktikskuas (Stercorarius maccormicki).